# 3404-es busz
A 3404-es jelzésű autóbuszvonal egy Eger és Borsodnádasd között közlekedő helyközi járat, amelyet a Volánbusz Zrt. üzemeltet munkanapokon, Mikófalva, Balaton és Bekölce érintésével.

## Útvonala
Évekkel ezelőtt Egerből is létezett indítás ezen vonalszámmal, 2024-ben ennek nyoma sincs. Ellentétes irányban van részletezve minden.
Borsodnádasd Petőfi tér fordulótól indul. A belváros felé hajt, majd a 25-ös főútra kanyarodik Tarnalelesz irányába. Első települése Bekölce, majd a 2510-ös mellékúton Mikófalvát éri el. Egy munkanapi reggeli a szomszédos Balaton községből indul, kitérés nélkül a járat a környék egyetlen városába érkezik, Bélapátfalvára. Áthajt a 87-es vasútvonalon, valamint munkásjáratok a település ipari parkjánál végállomásoznak. Az imént keresztezett Eger-Putnok vasútvonallal halad egy útvonalon, Mónosbél következik, majd a bükki nemzeti parki erdőkön halad sok-sok kilométert. Ismét a 25-ös főúton robog tovább, Szarvaskőt is kiszolgálja az itt haladó mindössze egyetlen 3404-es forda. Heves megye megyeszékhelyére, Egerre érkezik, majd a forgalmasabb megállók érintése után (útvonala egyes részeire ez a jellemző) az autóbusz állomásán végállomásozik.
Ellentétes irányban Bélapátfalváról van legközelebb indítás, útvonala változatlan, Balatonra nem tér be.

## Közlekedése
Indításszáma alacsony, kizárólag munkanapokon közlekedik.
| Útvonal                                                         | Indításszám | Közlekedési rend |
| --------------------------------------------------------------- | ----------- | ---------------- |
| Borsodnádasd, Petőfi tér ford. – Bélapátfalva, ipari park       | 1 pár       | munkanapokon     |
| Borsodnádasd, Petőfi tér ford. ➝ Eger, aut. áll.                | 1 oda       | munkanapokon     |
| Balaton, Kossuth Lajos út 163. ➝ Borsodnádasd, Petőfi tér ford. | 1 oda       | munkanapokon     |

## Megállóhelyei
| – A megállóban nem az összes járat áll meg. |                                               |         | |
| 0                                           | Borsodnádasd, Petőfi tér forduló végállomás   | 0.0 km  | 3409, 3770, 4180 |
| 1                                           | Borsodnádasd, gyógyszertár                    | 0.6 km  | 3409, 3770, 4180 |
| 2                                           | Borsodnádasd, Faragótelep                     | 1.6 km  | 3409, 3770, 4180 |
| 3                                           | Borsodnádasd, Zsóberke                        | 2.0 km  | 3409, 3770, 4180 |
| 4                                           | Borsodnádasd, művelődési otthon               | 2.5 km  | 3409, 3770, 4180 |
| 5                                           | Borsodnádasd, autóbusz-váróterem              | 2.8 km  | 1031, 1034, 1051, 1384 3409 |
| 6                                           | Bekölce, autóbusz-forduló                     | 9.7 km  | 3400, 3403, 3409, 3481, 3485 |
| 7                                           | Bekölce, Akác úti átjáró                      | 10.6 km | 3400, 3403, 3409, 3485 |
| 8                                           | Bekölce, központ                              | 11.2 km | 3400, 3403, 3409, 3481, 3485 |
| 9                                           | Mikófalva, Széchenyi út 38.                   | 15.7 km | 3403, 3485 |
| 10                                          | Mikófalva, községháza                         | 16.3 km | 3402, 3403, 3485 |
| 11                                          | Mikófalva, posta                              | 16.9 km | 3402, 3403, 3485 |
| 12                                          | Mikófalva, faluszéle                          | 17.3 km | 3402, 3403, 3485 |
| Munkanapokon 1 indítás érinti.              |                                               |         | |
| ∫                                           | Balaton, alsó                                 | ∫       | 3402, 3403 |
| ∫                                           | Balaton, autóbusz-váróterem                   | ∫       | 3402, 3403 |
| ∫                                           | Balaton, felső                                | ∫       | 3402, 3403 |
| ∫                                           | Balaton, Kossuth Lajos út 163. végállomás     | ∫       | 3402, 3403 |
| 13                                          | Bélapátfalva, vasútállomás elágazás           | 18.8 km | 3402, 3403, 3485 személyvonat – Bélapátfalva [87.] |
| 14                                          | Bélapátfalva, Május 1. út 4.                  | 19.3 km | 3402, 3403, 3485 |
| Munkanapokon 2 indítás érinti.              |                                               |         | |
| ∫                                           | Bélapátfalva, városháza                       | ∫       | 1054 3408, 3410, 3411, 3412, 3485, 4157 |
| ∫                                           | Bélapátfalva, ipari park vonalközi végállomás | ∫       | 3408, 3410, 3411, 3412, 3485, 4157 |
| 15                                          | Bélapátfalva, vásártér                        | 19.9 km | 3402, 3408, 3410, 3411, 3412, 4157 |
| 16                                          | Mónosbél, Béke út                             | 21.8 km | 3402, 3408, 3410, 3411, 3412, 4157 |
| 17                                          | Mónosbél, vasútállomás                        | 22.4 km | 1054 3402, 3408, 3410, 3411, 3412, 4157 személyvonat – Mónosbél [87.] |
| 18                                          | Tardosi kőbányák                              | 24.9 km | 3402, 3408, 3410, 3411, 3412, 4157 |
| 19                                          | Barátkert, Tardosi sporttábor                 | 26.2 km | 3402, 3408, 3410, 3411, 3412, 4157 |
| 20                                          | Mónosbéli elágazás                            | 27.4 km | 3400, 3402, 3403, 3408, 3409, 3410, 3411, 3412, 3481, 4157 |
| 21                                          | Szarvaskő, központ                            | 28.5 km | 1051, 1054 3400, 3402, 3403, 3408, 3409, 3410, 3411, 3412, 3481, 4157 személyvonat – Szarvaskő [87.] |
| 22                                          | Szarvaskő, újtelep                            | 29.1 km | 3400, 3402, 3403, 3408, 3409, 3410, 3411, 3412, 3481, 4157 |
| 23                                          | Almár, hobbitelkek                            | 30.7 km | 3400, 3402, 3403, 3408, 3409, 3410, 3411, 3412, 3481, 4157 |
| 24                                          | Eger, Almár vasúti megállóhely                | 33.7 km | 3400, 3402, 3403, 3408, 3409, 3410, 3411, 3412, 3481, 4157 személyvonat – Almár [87.] |
| 25                                          | Eger-Felnémet, felsőtárkányi elágazás         | 36.4 km | 4, 11, 14, 14E, 16, 914 1053 3400, 3402, 3403, 3405, 3408, 3409, 3410, 3411, 3412, 3414, 3435, 3481, 4157 személyvonat – Eger-Felnémet [87.] |
| 26                                          | Eger, Nagylapos                               | 37.4 km | 4, 11, 14, 14E, 16, 914 1053, 1054 3400, 3402, 3403, 3405, 3408, 3409, 3410, 3411, 3412, 3414, 3435, 3481, 4157 |
| 27                                          | Eger, Kővágó tér                              | 38.6 km | 4, 7, 11, 13, 14, 14E, 17, 113 1051, 1053, 1054 3400, 3402, 3403, 3408, 3409, 3410, 3411, 3412, 3435, 3454, 3481, 4157 |
| 28                                          | Eger, Bartakovics út                          | 40.1 km | 4, 13, 113 1347, 1349, 1351, 1352, 1447 3400, 3402, 3403, 3408, 3409, 3410, 3411, 3412, 3435, 3454, 3470, 3471, 3472, 3473, 3474, 3476, 3479, 3481, 3482, 3483, 3484, 3488, 4157 |
| 29                                          | Eger, autóbusz-állomás végállomás             | 41.1 km | 2, 2A, 4, 5, 5A, 6, 7, 7A, 11, 12, 14, 14E, 16, 17, 112, 914 1049, 1050, 1051, 1053, 1054, 1343, 1344, 1346, 1347, 1348, 1349, 1351, 1352, 1362, 1380, 1383, 1426, 1427, 1428, 1447, 1466, 1468, 1517 3400, 3402, 3403, 3405, 3406, 3407, 3408, 3409, 3410, 3411, 3412, 3414, 3415, 3416, 3417, 3418, 3419, 3420, 3423, 3424, 3426, 3430, 3431, 3432, 3433, 3434, 3435, 3440, 3441, 3442, 3443, 3444, 3445, 3446, 3448, 3450, 3455, 3456, 3457, 3458, 3462, 3469, 3470, 3471, 3472, 3473, 3474, 3476, 3479, 3480, 3481, 3482, 3483, 3484, 3488, 3604, 3660, 3667, 4012, 4014, 4015, 4157 |